# Кошкин, Никита Арнольдович
Ники́та Арно́льдович Ко́шкин (род. 28 февраля 1956, Москва) — российский классический гитарист, композитор, педагог.

## Биография
Родился в Москве 28 февраля 1956 года. Учиться играть на гитаре начал в 1970 году в ДШИ № 28 у Владимира Борисовича Капкаева. В 1973 году, окончив музыкальную школу экстерном, поступил в музыкальное училище им. Октябрьской революции. Окончил училище в 1977 году. Педагоги: по классу гитары — Еманов Георгий Иванович, по дирижированию — Подуровский Виктор Михайлович, по композиции — Егоров Виктор Иванович.
С 1977 по 1980 годы — преподавал в ДМШ № 28 и в ДШИ № 1.
В 1980 году, со второй попытки, Кошкин поступил в институт им. Гнесиных, который окончил в 1985 году. Педагоги: по гитаре — Александр Фраучи, по дирижированию — Чистяков Вячеслав Валериевич, по композиции — сначала Литинский Г. И., потом Пейко Н. И. и Чернов. С 1983 года Кошкин преподавал в училище им. Октябрьской революции (впоследствии — Московский институт музыки им. Альфреда Шнитке).
Н. А. Кошкин активно работал в секции гитаристов при Московском хоровом обществе. Постоянный участник концертов секции. Часто выступал в дуэте с Александром Мартыновым. После скоропостижной кончины А. И. Савельева Кошкин отошёл от работы в секции. Выступал с сольными концертами в гитарных абонементах филармонии. С 1987 года — солист Москонцерта.
С 2000 года — доцент Государственной Классической академии им. Маймонида. Помимо специальности, Кошкин вёл курс по истории исполнительства, а также гитарный оркестр, организованный в 2010 году. Весь репертуар оркестра состоял из переложений и авторских сочинений Никиты Кошкина.
С сентября 2019 года Кошкин вышел на пенсию.

## Творчество

### Композитор
Премьера музыки Кошкина в Европе состоялась в 1978 году в Лондоне. Исполнена пьеса «Падение птиц» (Andante quasi Passacaglia e Toccata). Исполнил гитарист Владимир Микулка (Чехословакия). В 1980 году в Париже он же исполнил впервые в Европе сюиту «Игрушки Принца», признанную по опросу журнала Classical Guitar самым значительным событием восьмидесятых годов.
Музыка Кошкина сначала печатается в издательстве «Советский композитор». После интервью газете «Московский комсомолец», в котором Кошкин подверг критике работу отечественных музыкальных издательств, его произведения, готовые к печати, были исключены из плана, а сам автор стал «персоной нон грата» для советских издателей. С этого момента его сочинения издаются только за рубежом. В 2005 году состоялось «возвращение» музыки Кошкина в отечественные издательства. Издательство «Классика. XXI век» выпустило обе тетради цикла «Маскарад» и сюиту «Шесть струн».
Музыка Кошкина входит в репертуар многих гитаристов мира, среди которых Джон Вильямс, Владимир Микулка, Елена Папандрэу, Дмитрий Илларионов, Александр Мартынов, Аллан Нив, Рикардо Кобо, Лора Янг, Саймон Динниган, Мария Изабель Сиверс, Крэйг Огден, Антигони Гони, Стэйн-Эрик Ульсен, Габриэль Бианко, Владислав Блаха, Майкл Партингтон, Фогараши Бела, Флавио Сала, Артём Дервоед, братья Ассад, гитарный дуэт Эден-Стелл, Загребское и Амстердамское гитарные трио, гитарный квартет Джорджии и другие.
Самым известным гитарным произведением Кошкина является «Ашер-вальс» (Usher-Waltz) 1984, музыкальная пьеса, вдохновленная рассказом «Падение дома Ашеров» Эдгара По. Произведение стало известно в исполнении Джона Уильямса (компакт-диск «Севильский концерт», 1993). Другими известными исполнителями произведений Кошкина являются гитарный дуэт «Братья Ассад» («Assad Duo»), «Загребское гитарное трио» («Zagreb Trio») и «Амстердамское гитарное трио» («Amsterdam Guitar Trio»).

### Исполнитель
В 1989 году состоялся европейский дебют Кошкина авторским концертом в зале Концертгебау в Амстердаме (Нидерланды). С этого момента начинается период активных зарубежных гастролей артиста, продолжавщийся по 2001 год. Кошкин объездил с концертами всю Европу, а также совершил несколько длительных турне по Соединённым Штатам Америки и Южной Африке. Выступал в самых престижных концертных залах, таких как Концертгебау (Амстердам), Мегарон (Афины), зал Берлинской филармонии. 5 ноября 1996 года состоялся сольный авторский концерт Никиты Кошкина в Концертном зале им. Чайковского в Москве.
Кошкин часто выступал в дуэтах с другими музыкантами. Среди них Франк Кунц (США), Елена Папандреу (Греция), Ральф Винкельман (Германия), Владимир Микулка (Чехия), Оливье Шассен (Франция), Урош Дойчинович (Сербия), Карлос Молина (Куба).
Кошкин записал три компакт-диска. Два из них — Koshkin Plays Koshkin, Well Tempered Koshkin — выпущены американской компанией Soundset Recordings (Arizona, Phoenix). Третий — Oratorium, в дуэте с лауреатом международных конкурсов флейтисткой Светланой Митряйкиной — немецкой фирмой Kreuzberg Records.

### Педагог
Кошкин преподавал в консерваториях городов Таллин (Эстония), Мюнстер (Германия), Бордо и Париж (Франция), в Академии Эдварда Грига в Бергене и в музыкальной академии города Осло (Норвегия), в университетах Рэдфорд, Texas Tech и Темпи (США). Читал лекции по композиции в университете Англия (Кембридж), а также в США в университетах Аризоны, Калифорнии, Техаса, Вирджинии, Иллинойса, Северной и Южной Каролины, Нью-Мексико, Колорадо, Флориды. Регулярно проводил многочисленные мастер-классы во многих странах Европы и Америки. В октябре 2000 года был приглашён председателем экзаменационной комиссии на выпускные экзамены в университете Претории (ЮАР).
Среди учеников Кошкина Дмитрий Колесников, Ксения Гитман, Евгений Финкельштейн, Андрей Рейн, Илья Подольский, Наталья Родионова, Андрей Парфинович, Ася Селютина. По году у Кошкина занимались Дмитрий Илларионов, Дмитрий Нилов и Александр Пономарчук, а также иранский гитарист Афшин Тораби. Последней выпускницей Кошкина стала Марина Крупкина, к пятому курсу окончательно перешедшая с шестиструнной гитары на декакорд.
Кошкину принадлежат циклы пьес для учащихся музыкальных школ: «Маскарад» (24 пьесы) и «Шесть струн» (сюита в шести частях) — изданы в 1987 году Editions Henry Lemoine, Paris, France; «С днём рождения!» (24 пьесы) — издан в 1995 году Edition Margaux, Berlin, Germany; «Da Capo» (24 пьесы) — издан в 2000 году Edition Orphee, Columbus, USA. В 2006 году закончен новый цикл для детей Nominativus Singularis. В этом же году он вышел в издательстве Henry Lemoine, Paris, France.

### Член жюри
Никита Кошкин принимал участие во множестве фестивалей, как в России, так и за рубежом. Постоянный участник фестиваля и председатель жюри конкурса в Белгороде. Член жюри конкурсов в Воронеже, «Кубок Севера» (Череповец), Всероссийского (Тверь, 2001), Филлипос-Накас и Патрас (Греция), Жоры (Польша), GFA — Ла Хойа и Чарльстон (США). С 1999 года в местечке Руст в Австрии проводился ежегодный международный конкурс им. Никиты Кошкина.
В 2007 году Кошкин участвовал в жюри конкурса Гитар Арт в Сербии (Белград), кроме этого он получил приглашение войти в состав жюри самых престижных европейских конкурсов — Конкурса Хоакина Родриго (Мадрид, Испания) и Франсиско Тарреги (Беникасим, Испания), GFA (Ла Хойя и Чарльстон, США, 1997 и 1999) «Весна гитары» (Шарлеруа, Бельгия).
В декабре 2010 года в Индии проходил первый в стране международный гитарный фестиваль и конкурс имени Никиты Кошкина. Форум собрал представительный состав гостей со всех уголков света: поляк Марчин Дылла, француз Габриэль Бианко, босниец Денис Азабагич, финн Петри Кумела, швед Йоханнес Мёллер, чех Павел Штайдл и др. Сам Никита Кошкин возглавлял жюри конкурса. Лауреатом первой премии стал Андраш Чаки (Венгрия).

### Автор и ведущий
Кошкин — автор и ведущий цикла передач о классической гитаре «Мой остров — гитара» на радиостанции «Орфей». Этот цикл просуществовал пять лет. В общей сложности в эфир вышло тридцать восемь передач о классической гитаре, а также шесть часовых программ, посвящённых негитарной музыке испанского композитора XX века Хоакина Родриго.
Кошкин принимал участие в многочисленных радио и телепрограммах и интервью в разных странах. В США его авторский концерт в Mesquite Art Center транслировался по всей Америке, так же как и интервью на радио в Лос-Анджелесе. Фирма Mel Bay Publications выпустила видео Nikita Koshkin in Concert.
Статьи Кошкина печатались в журналах Classical Guitar, Guitar International, Soundboard, Gitarre & Laute.

## Награды и призы
В 1996 году в Сербии, в городе Неготин, Кошкин был удостоен золотой медали и премии Стевана Мокраньяца, а также почётной грамоты в Матице Сербской в городе Нови Сад. В 1997 году в США ему были вручены символические ключи от города Мескит, а в городе Форт Уорт 25 октября было объявлено днём Никиты Кошкина. В 2006 году в Синайе (Румыния) Кошкину вручили премию румынского общества гитаристов, за вклад в гитарный репертуар и достижения в развитии и пропаганде классической гитары.